# Lovecs
Lovecs (bolgár nyelven: Ловеч; város Bulgáriában, Lovecs megye és az alárendelt Lovecs község közigazgatási központja, körülbelül 150 kilométerre Szófiától északkeletre. Lovecs közelében található nagyobb települések: Pleven, Trojan és Teteven.

## Nevének eredete
A település neve valószínűleg a szláv lov, "vadászat" szóból és a szláv "ecs" utótagból származik.

## Földrajza
Lovecs Észak-Bulgária középső részén található, az Oszam folyó mindkét partján, a síkvidék és hegyvidék találkozásánál. A város keleti részét egy 250 m magas fennsík veszi körül, délnyugati részét pedig a Hisarya és a Bash Bunar dombok veszik körül. Északnyugaton a domborzat fokozatosan átváltozik a szomszédos Pleven tartomány síkságára. A város körülbelül 200 m az átlagos tengerszint feletti magasságban található, legmagasabb pontja a 450 méter magas Akbair-hegy.

## Története
Lovecs Bulgária legrégebbi városainak egyike. A város melletti barlangokban igen ősi időkből származó emberi tevékenység nyomait találták meg.
A város első lakói trák törzsek voltak, nyomaik a Kr.e. 4. vagy 3. századra nyúlnak vissza. Fővárosukat "Melta" néven alapították meg, amely a mai város és a Varosha építészeti rezervátum helyén volt.
Később, amikor a rómaiak a Balkánt megszállták, a mai modern város közelében fekvő egykori római út mellett, mely fontos stratégiai hely volt "Prezidium" néven katonai állomást létesítettek. Ennek az útnak egy része ma Lovech területén látható.
Az azonos nevű dombon található egykori római fellegvár, "Hisarya" volt az a hely, ahol 1187-ben aláírták a Bolgár Birodalom és a Bizánci Birodalom közötti békeszerződést.

## A középkori város
A 12. században Lovecs fontos kereskedelmi központ és Bulgária egyik leghíresebb városa volt.
A "Hisarya" nevű erődítményt a török invázió idején 1446-ban foglalták el a törökök, bár ezt követően a város még sokáig élvezett bizonyos kiváltságokat, például a törökök betelepülési tilalmát.
A 17. században Lovech (törökül Lofça) ismét fontos kereskedelmi központ és Bulgária egyik leggazdagabb városa lett, ezért a várost akkoriban Altın Lofçának (törökül Arany Lovecs) nevezték.
Az oszmán uralom elleni forradalmi szervezetek idejében Lovecs volt a Vaszil Levszki vezette Belső Forradalmi Szervezet, a Titkos Forradalmi Bizottság központja. Vaszil Levszkit a török katonaság a Lovecs melletti Kakrina nevű faluban letartóztatta, majd később Szófiában felakasztották. Lovecs óvárosában található Vaszil Levszki legnagyobb múzeuma Bulgáriában, amely számos személyes tárgyat, például jegyzetfüzeteket, ruhákat és fegyvereket is őriz.

## A város az 1800-as évektől

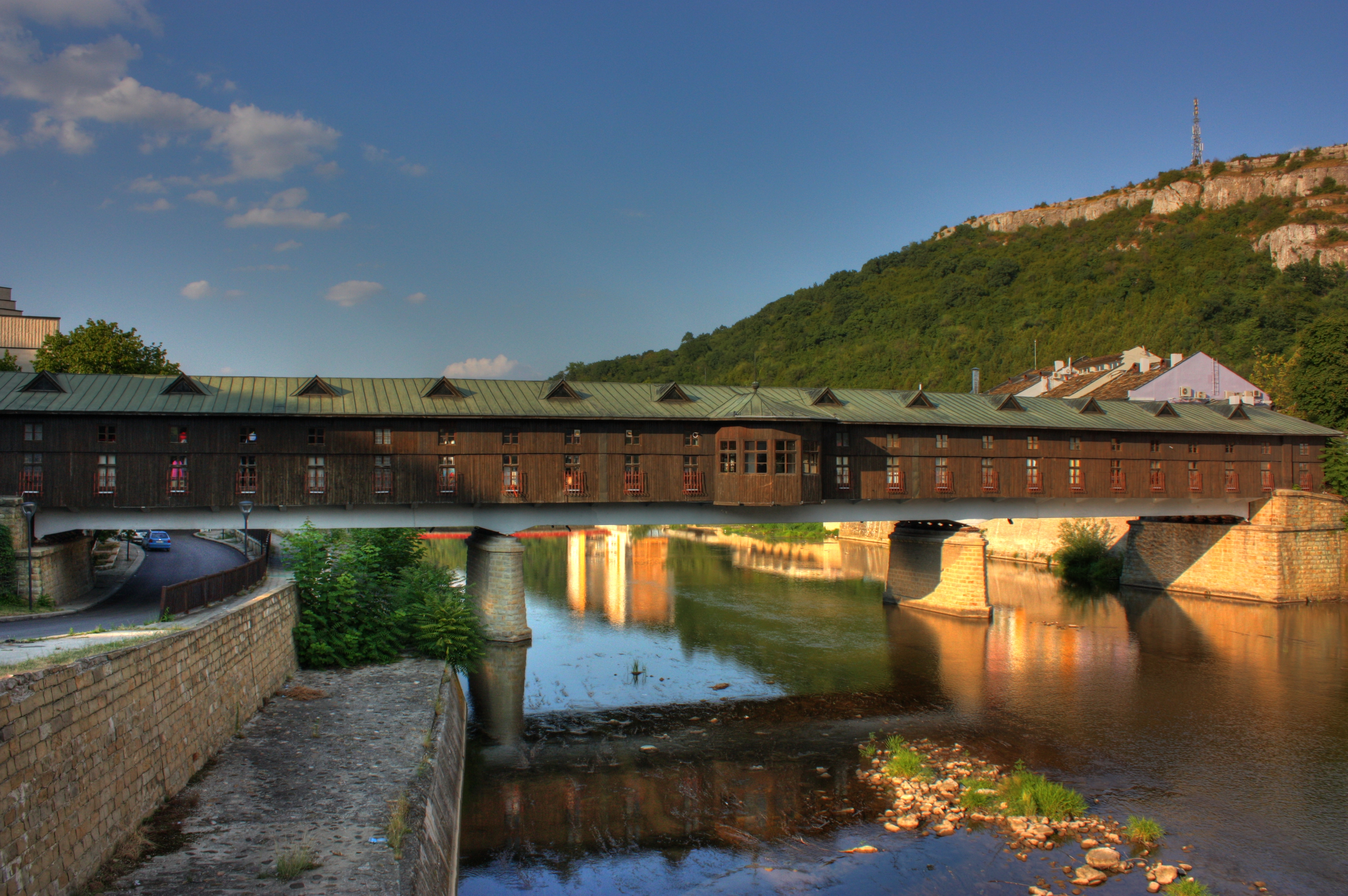
A híres fedett híd, a Покрит мост

1872 és 1874 között az Oszamfolyón Nikola Ficsev bolgár építőmester, vagy más néven Kolyu Ficheto megépítette a híres Fedett hidat (Покрит мост), amely máig az egyetlen ilyen híd a Balkánon. A híd 1925-ben leégett, de 1931-ben újjáépítették. Jelenleg a város új és régi részét köti össze, és tele van kávézókkal, kis éttermekkel és sok szuvenírbolttal.
Az 1877-78-as orosz-török háború alatt Lovecs fontos csata színhelye volt, amelyet lovcsai csataként lett ismert. A háború, valamint számos járvány és az elvándorlások drasztikusan csökkentették a lakosság létszámát: jelentős számú áldozat volt a bolgár lakosságból is, de sok török családot is kiutasított az orosz hadsereg, és Lovech muszlimjai, akiket "Lofçalılarnak" neveztek. A lakosok Törökország több részébe, főleg Isztambulba, Edirnébe és Bursába vándoroltak el.

## A mai Lovecs
Az utóbbi időben Bulgáriában Lovecs volt az a hely, ahol a modern idegennyelv-oktatás elindult.

## Fordítás
Ez a szócikk részben vagy egészben  a   Lovech című angol Wikipédia-szócikk fordításán alapul.  Az eredeti cikk szerkesztőit annak laptörténete sorolja fel. Ez a jelzés csupán a megfogalmazás eredetét és a szerzői jogokat jelzi, nem szolgál a cikkben szereplő információk forrásmegjelöléseként.